# Массараті і мозок
Массараті і мозок (англ. Massarati and the Brain) — американський телевізійний фільм 1982 року, знятий Аароном Спеллінгом

## Сюжет
Приватний детектив-мільярдер шукає зниклий скарб за допомогою свого молодого племінника-гіка, домогосподарки, кухаря та федерального агента.

## Акторський склад
- Деніел Пілон як Мас Массараті
- Пітер Біллінгслі як Крістофер «Мозок» Массараті
- Крістофер Х'юетт як Анатоль
- Маркі Пост як Джулі Рамсделл
- Енн Туркел у ролі Вілми Хайнс
- Камілла Спарв в ролі Доротеї
- Кетрін Вітт у ролі Даяни Мерідіт
- Крістофер Лі в ролі Віктора Леопольда
- Каз Гарас у ролі Ніка Генрі
- Гейл Дженсен у ролі Камілли Генрі
- Хезер О'Рурк у ролі Скай Генрі
- Рікі Супіран у ролі Роккі Генрі